# Camelback East
Cet article possède un paronyme, voir Camelback.
Camelback East, East Phoenix ou East Side, est un quartier de la ville de Phoenix, dans l'État de l'Arizona aux États-Unis.

## Présentation
Il est l'un des quinze villages urbains de Phoenix. Le East Side est un quartier de Phoenix qui contient certains des quartiers les plus chics de la ville, en grande partie en raison de sa proximité de la zone Biltmore. Il est adjacent aux villes de banlieue de Paradise Valley et Scottsdale et se trouve entre Piestewa Peak et Camelback Mountain. Il y a deux noyaux principaux dans le village. Le premier situé sur la 24e street est le noyau Camelback Road et l'autre sur la 44e street et de Van Buren Avenue.

## Description
Cette zone près de la 24e street et Camelback Road a récemment attiré l'attention des plus riches habitants. La zone s'étendant vers l'est, bordée par plusieurs tours de bureaux et condos est connue sous le nom « Corridor Camelback ». La zone doit son nom à l'Hôtel Arizona Biltmore. Ce point de repère de Phoenix attire de nombreux habitants depuis les années 1920. Les terrains de golf sont entourés par quelques-unes des maisons les plus exclusives de la vallée.
À l'Est de la zone Biltmore se trouve le quartier Arcadia. Situé à la base de la montagne Camelback, Arcadia contient des maisons bien entretenues sur de grands terrains. Construit sur des anciennes plantations d'agrumes, Arcadia est connu pour ses aménagements paysager. À quelques mètres il y a des plantations d'orangers, de citronniers et de pamplemousses comme le rappelle le passé de la région.
Mesa Air Group a son siège à l'angle des 410 North 44th Street dans le quartier de East Camelback.